# Абросимова, Екатерина Ивановна
Екатери́на Ива́новна Абро́симова (11 ноября 1919, Тутаевский уезд, Ярославская губерния — 28 января 1997, Тутаев, Ярославская область) ― трактористка колхоза «Активист» Тутаевского района Ярославской области, Герой Социалистического труда (1971).

## Биография
Родилась 11 ноября 1919 года в деревне Бугино (Тутаевский уезд, Ярославская губерния).
В 1937 году в возрасте 17 лет Екатерина Абросимова пошла учиться на тракториста на Кардинскую машинно-тракторную станцию (МТС). В годы Великой Отечественной войны односельчане ушли на фронт, и их заменили женщины и подростки. Они делали большое дело, выращивая и убирая хлеб военного времени. Екатерина, имевшая пятилетний стаж работы на тракторе, возглавила тракторную бригаду сельхозартели.
За самоотверженную работу в годы войны Абросимова была награждена медалью «За доблестный труд в Великой Отечественной войне 1941―1945 гг.».
После войны продолжала трудиться в колхозе наравне с мужчинами: пахала, боронила, сеяла, трелевала лес, выполняла транспортные работы. Дважды побеждала на областных соревнованиях на звание «Лучший пахарь». На зональных соревнованиях в городах Брянске в 1969 году и Калинине (ныне Тверь) в 1970 году Абросимова заняла третье и второе место, награждена соответственно бронзовой и серебряной медалями.
В 1970 году награждена медалью «За доблестный труд. В ознаменование 100-летия со дня рождения Владимира Ильича Ленина». 8 апреля 1971 года Указом Президиума Верховного Совета СССР за «выдающиеся успехи, достигнутые в развитии сельскохозяйственного производства и выполнении пятилетнего плана продажи государству продуктов земледелия и животноводства», Екатерине Ивановне Абросимовой присвоено звание Героя Социалистического Труда.
Выйдя на заслуженный отдых в 1980-х годах, проживала в городе Тутаев. Принимала активное участие в жизни ветеранской организации. В феврале 1987 года на учредительной конференции была избрана в состав первого Совета ветеранов войны и труда города Тутаева и Тутаевского района.
Умерла 28 января 1997 года. В 2015 году, в канун 70-летия Победы, на Аллее Славы в Тутаеве в честь Героя Социалистического Труда Екатерины Абросимовой установлен памятный знак.

## Комментарии
1. ↑  Деревня Бугино (Бугина)[2] относилась к 1-му стану Романово-Борисоглебского уезда Ярославской губернии; не сохранилась[3], ныне ― территория Левобережного сельского поселения в Тутаевском районе, Ярославская область[4].